# Asplenium badinii
Asplenium badinii är en svartbräkenväxtart som beskrevs av Lana da Silva Sylvestre och P. G. Windisch. Asplenium badinii ingår i släktet Asplenium och familjen Aspleniaceae. Inga underarter finns listade.